# Parabola (figura)
Parabola je kratka, jezgrovita priča u prozi ili stihu, koja donosi moralnu ili religioznu poruku.
Razlikuje se od basne po tome što parabola sadrži samo ljudske likove u priči, dok su u basni najčešće
likovi životinje, biljke i sile prirode i ostalih mitskih bića.
Neki proučavatelji Novog zavjeta koriste pojam parabola samo za Isusove parabole, iako se sam pojam
uobičajeno ne ograničava samo na njih. Parabole kao ona "O razmetnom sinu" su centralni dio Isusova nauka,
i u kanonskim tekstovima i u apokrifima.